# Plotosus papuensis
Plotosus papuensis és una espècie de peix de la família dels plotòsids i de l'ordre dels siluriformes.

## Morfologia
Els mascles poden assolir els 55 cm de llargària total.

## Distribució geogràfica
Es troba a Nova Guinea.